# Voldemar Mägi
Voldemar Mägi (* 4. November 1914 in Lehtse, Järvamaa (heute: Lääne-Virumaa), Estland; † 18. Februar 1954 in Los Angeles) war ein estnischer Ringer. Er gewann bei der Europameisterschaft 1937 eine Bronzemedaille im griechisch-römischen Stil im Mittelgewicht.

## Leben und sportlicher Werdegang
Voldemar Mägi begann im Jahre 1931 mit dem Ringen und trat dazu dem Sportclub Kalevi Tallinn bei. Im Jahre 1935 wurde er erstmals estnischer Meister im freien Stil im Mittelgewicht. Er wurde daraufhin bei der Europameisterschaft im griechisch-römischen Stil in Kopenhagen eingesetzt. Dort siegte er in seinem ersten Kampf über den Polen Jan Galuszka nach Punkten, verlor aber seine beiden nächsten Kämpfe gegen János Rihetzky aus Ungarn und gegen Ivar Johansson aus Schweden. Er belegte in Kopenhagen den 5. Platz.
1936 konnte Voldemar Mägi wegen einer Handverletzung nicht an den estnischen Meisterschaften teilnehmen, wodurch Voldemar Roolaan in diesem Jahr estnischer Meister in beiden Stilarten wurde. Der estnische Ringer-Verband entschloss sich, zu den Olympischen Spielen in Berlin nur einen Mittelgewichtsringer im griechisch-römischen Stil zu entsenden. Dazu ließ man zwischen den Kandidaten Mägi und Roolaan das Los entscheiden. Mägi war dabei der Glücklichere und durfte in Berlin starten.
In Berlin traf Voldemar Mägi in seinem ersten Kampf auf den Olympiasieger von 1928 und 1932 im Mittelgewicht Väinö Kokkinen aus Finnland. Er lieferte diesem einen ausgeglichenen Kampf und verlor nur knapp mit 1:2 Richterstimmen nach Punkten. In seinem zweiten Kampf traf er auf Ercole Gallegati aus Italien, gegen den er mit 0:3 Richterstimmen unterlag. Er schied deshalb schon nach der 2. Runde aus und kam in der Endabrechnung auf den 11. Platz.
Im Februar 1937 besiegte Voldemar Mägi in Tallinn in einem Länderkampf gegen Finnland Arvi Pikkusaari nach Punkten. Im Endkampf der estnischen Meisterschaft 1937 im griechisch-römischen Stil verlor er gegen Voldemar Roolaan nach Punkten, wurde diesem aber bei der Europameisterschaft dieses Jahres in Paris vorgezogen. In Paris besiegte er im Mittelgewicht Teodor Kryszmalski aus Polen, Georgs Ozoliņš aus Lettland und Josef Hampl aus der Tschechoslowakei. Anschließend verlor er gegen Ercole Gallegati knapp nach Punkten (1:2 Richterstimmen) und musste sich auch dem Deutschen Ludwig Schweickert geschlagen geben (0:3 Richterstimmen). Er belegte mit diesen Ergebnissen aber den 3. Platz und gewann so eine EM-Bronzemedaille. Im Oktober 1937 verlor er in Riga bei einem Länderkampf gegen Lettland gegen Georgs Ozoliņš nach Punkten.
Im Jahre 1938 erlitt Voldemar Mägi im Training eine so schwere Handverletzung, dass er das ganze Jahr 1938 nicht auf die Matte gehen konnte.
1939 startete er nach seiner Genesung in Prag in einem Länderkampf gegen die Tschechoslowakei und besiegte dort im Weltergewicht den Olympiazweiten von 1936 Josef Herda nach Punkten. Im selben Jahr wurde er dann erstmals estnischer Meister im griechisch-römischen Stil. 1939 bestritt er auch noch zwei Länderkämpfe. Dabei siegte er in Tallinn über den Finnen Veikko Kokko, während er in Riga gegen den Letten Georgs Ozoliņš verlor. Bei der Europameisterschaft 1939 in Oslo wurde er nicht eingesetzt.
1940 wurde Voldemar Mägi wieder estnischer Meister im griechisch-römischen Stil im Mittelgewicht. Im Jahre 1941 stand er in einer estnischen Ringermannschaft, die nach der Okkupation Estlands durch die Sowjetunion eine Kaukasus-Tournee unternahm. Die estnische Mannschaft gewann auf dieser Tournee gegen Georgien zweimal mit 7:0 Siegen, unterlag gegen Aserbaidschan mit 3:4 Siegen und schlug auf der Rückreise auch noch die Auswahl von Moskau mit 5:2 Siegen. Leider sind die Einzelergebnisse dieser Vergleichskämpfe nicht bekannt.
Kurz nach der Rückkehr von dieser Reise nach Tallinn sah sich Voldemar Mägi wie Kristjan Palusalu sowjetischen Repressalien ausgesetzt. Er entzog sich diesen, indem er in den Untergrund ging und 1944 nach Schweden flüchtete. Dort lebte er bis 1950. Als er dort den langen Arm der sowjetischen Geheimpolizei verspürte, reiste er 1950 in die USA. Dort lebte er in Los Angeles und betätigte sich als Sportlehrer. Am 18. Februar 1954 wurde er in Hollywood tot hinter dem Lenkrad seines Pkw aufgefunden.

## Internationale Erfolge
| Jahr | Platz | Wettbewerb       | Stil | Gewichtsklasse | |
| 1935 | 5.    | EM in Kopenhagen | GR   | Mittel         | mit einem Sieg über Jan Galuszka, Polen u. Niederlagen gegen János Rihetzky, Ungarn u. Ivar Johansson, Schweden                                                               |
| 1936 | 11.   | OS in Berlin     | GR   | Mittel         | nach Niederlagen gegen Väinö Kokkinen, Finnland u. Ercole Gallegati, Italien                                                                                                  |
| 1937 | 3.    | EM in Paris      | GR   | Mittel         | mit Siegen über Teodor Kryszmalski, Polen, Georgs Ozoliņš, Lettland u. Josef Hampl, Tschechoslowakei u. Niederlagen gegen Ercole Gallegati u. Ludwig Schweickert, Deutschland |

## Estnische Meisterschaften
Voldemar Mägi wurde 1935 estnischer Meister im freien Stil und 1939 und 1940 im griechisch-römischen Stil, jeweils im Mittelgewicht.